# Distrikt Andabamba (Acobamba)
Der Distrikt Andabamba liegt in der Provinz Acobamba in der Region Huancavelica im südwestlichen Zentral-Peru. Der Distrikt wurde am 23. November 1925 gegründet. Er besitzt eine Fläche von 81,9 km². Beim Zensus 2017 lebten 3352 Einwohner im Distrikt. Im Jahr 1993 lag die Einwohnerzahl bei 3340, im Jahr 2007 bei 4802. Die Distriktverwaltung befindet sich in der 3460 m hoch gelegenen Ortschaft Andabamba mit 612 Einwohnern (Stand 2017). Andabamba liegt 17,5 km nordnordwestlich der Provinzhauptstadt Acobamba.

## Geographische Lage
Der Distrikt Andabamba liegt im äußersten Norden der Provinz Acobamba. Die Längsausdehnung in NW-SO-Richtung beträgt etwa 15,5 km, die maximale Breite liegt bei 6,5 km. Der Distrikt befindet sich im ariden Andenhochland am rechten Flussufer des nach Südosten strömenden Río Mantaro.
Der Distrikt Andabamba grenzt im Südwesten an den Distrikt Paucará, im Nordwesten an den Distrikt Acoria (Provinz Huancavelica), im Nordosten an die Distrikte Cosme und Anco (beide in der Provinz Churcampa) sowie im Südosten an den Distrikt Rosario.

## Ortschaften
Im Distrikt gibt es neben dem Hauptort folgende größere Ortschaften:
- Ccochamarca (337 Einwohner)
- Huancapite (354 Einwohner)
- Mayunmarca (621 Einwohner)